# Hans Ferdinand Maßmann

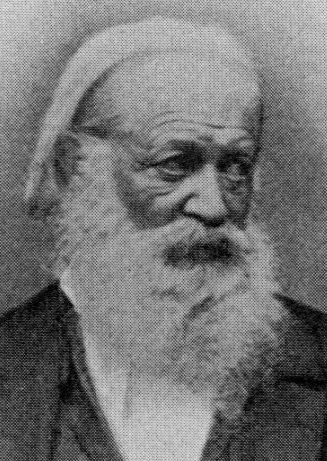
Hans Ferdinand Maßmann

Hans Ferdinand Maßmann oder Hans Ferdinand Massmann (* 15. August 1797 in Berlin; † 3. August 1874 in Muskau) war ein mediävistischer Philologe, der in München einen der ersten Lehrstühle für Germanistik innehatte. Auch als Aktivist der Turnbewegung und Dichter wurde Maßmann bekannt.

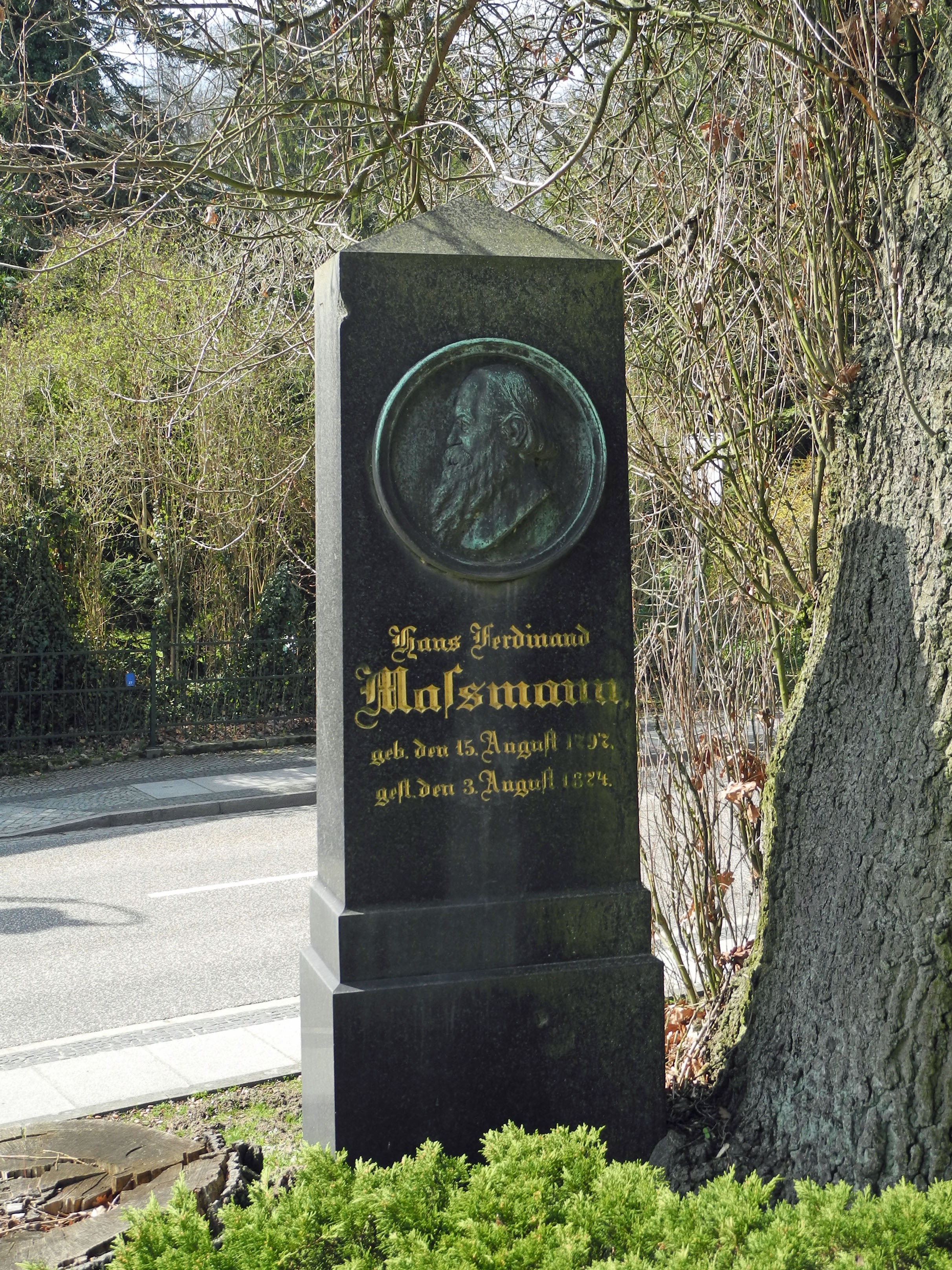
Grabstein von Hans Ferdinand Maſsmann auf dem Kirchhof in Bad Muskau

## Leben
Maßmann wuchs in Berlin als Sohn eines Uhrmachers auf. In seiner Heimatstadt begann er das Studium der evangelischen Theologie und Klassischen Philologie. Daneben betätigte er sich seit seiner Gymnasialzeit als begeisterter Turner bei „Turnvater“ Friedrich Ludwig Jahn auf der Berliner Hasenheide. Der Hintergrund für die nationaldeutsche Turnbewegung war der Kampf gegen die napoleonische Fremdherrschaft und die Zeit der Befreiungskriege.
Nach seiner Militärzeit setzte Maßmann in Jena, wohin ihn Jahn als Sendboten der Turnbewegung geschickt hatte, sein Studium fort. Zugleich war er seit 1816/17 Mitglied der Urburschenschaft. Im Zusammenhang mit dem Wartburgfest im Jahr 1817 war er maßgeblich an der symbolischen Verbrennung mehrerer Dutzend als reaktionär, antinational oder „undeutsch“ eingestufter Bücher beteiligt. Maßmann wurde wegen der Beteiligung am Wartburgfest durch die Jenaer Universitätsbehörde mit einer achttägigen Karzerhaft bestraft. Auch an seiner späteren Wirkungsstätte in Breslau, wohin er 1818 als Hilfslehrer und Vorturner übersiedelte, kam er im Verlauf der Breslauer Turnfehde in politische Schwierigkeiten. Im Zuge der Demagogenverfolgung wurde Maßmann 1819 nach Magdeburg ausgewiesen. 1820 dichtete er das patriotische Lied Ich hab mich ergeben.
Nach mehreren schwierigen Jahren ohne ausreichendes finanzielles Auskommen wurde Maßmann schließlich 1821 in der Dittmannschen Lehranstalt in Nürnberg angestellt. Nach 1826 lebte er in München, wo er Turnlehrer am Bayerischen Kadettenkorps wurde. Zwei Jahre später trat er an die Spitze einer allgemeinen öffentlichen Turnanstalt. Im November 1829 wurde Maßmann, der sich 1827 habilitiert hatte, an der Universität München zum außerordentlichen Professor und dann sechs Jahre später zum ordentlichen Professor für deutsche Sprache und Literatur ernannt. Dabei handelte es sich um einen der ersten Lehrstühle für Germanistik. Von 1837 bis 1843 war er Mitglied der Zwanglosen Gesellschaft München. Im Jahr 1843 berief ihn das preußische Ministerium nach Berlin und übertrug ihm ferner die Organisation des Turnunterrichts. Als ein Lieblingsschüler Jahns wollte er die Tradition des öffentlichen Turnens in der Hasenheide wiederbeleben, scheiterte aber mit diesem Unterfangen aufgrund der veränderten Zeitumstände. Das aufkommende Schulturnen lehnte Maßmann dagegen entschieden ab. Seit 1847 war er auswärtiges Mitglied der Bayerischen Akademie der Wissenschaften.
Seit 1829 war er verheiratet mit Franziska Moré aus Grünstadt und wurde dadurch der Schwager des Pädagogen Heinrich Dittmar (1792–1866), des französischen Historikers Edgar Quinet (1803–1875) und des Lithografen Georg Engelbach (1817–1894), die ebenfalls Moré-Töchter geheiratet hatten. Der Revolutionär Friedrich Hermann Moré (1812–1880) war ein Bruder seiner Frau. Maßmanns ältester Sohn ist der Landschaftsmaler Siegfried Massmann.

## Nachwirken

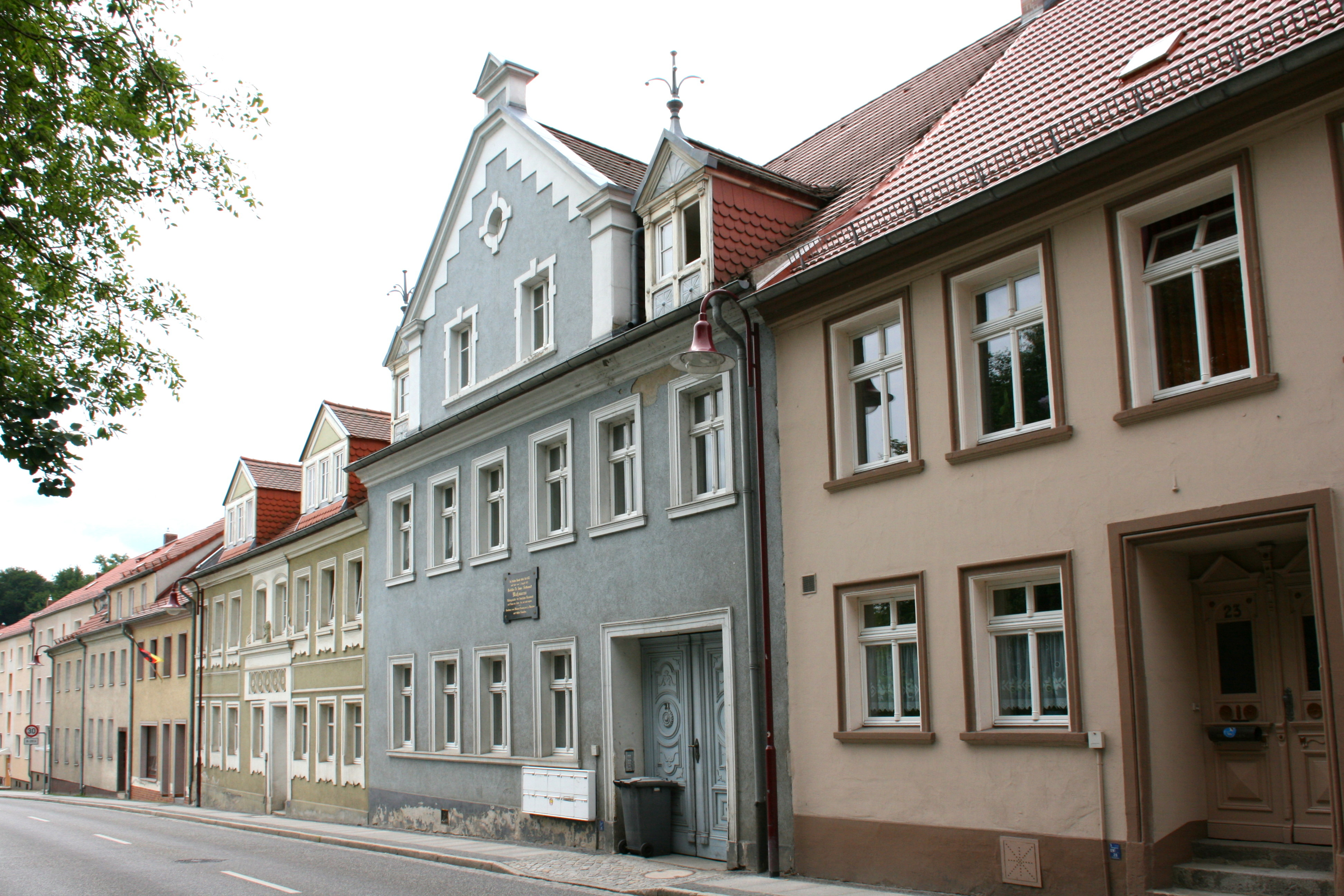
Maßmann-Haus in Bad Muskau

Als Hochschullehrer veröffentlichte Maßmann zahlreiche Bücher und Editionen insbesondere zur Literatur- und Kulturgeschichte, die in stilistisch-wissenschaftlicher Hinsicht bereits von den Zeitgenossen bemängelt wurden. Seine Schriften tragen häufig den Charakter ausgedehnter und daher teilweise heute noch wertvoller Stoffsammlungen. Dies gilt etwa für seine Darstellung des mittelalterlichen Schachspiels.
Maßmann stellte für Heinrich Heine den Prototyp des teutomanischen Turners dar. In dem Gedicht Verkehrte Welt, das unmögliche Dinge aufzählen soll, verspottete ihn der Dichter mit den Zeilen „Der Maßmann hat sich jüngst gekämmt, wie deutsche Blätter melden“. Im zweiten Teil seiner „Lobgesänge auf König Ludwig“ legte Heine Ludwig I. von Bayern folgende Verse in den Mund:
| Doch daß man aus meiner Krone stahl Die beste Perle, daß man Mir meinen Turnkunstmeister geraubt, Das Menschenjuwel, den Maßmann – Das hat mich gebeugt, Das hat mich geknickt, Das hat mir die Seele zerschmettert: Mir fehlt jetzt der Mann, der in seiner Kunst Den höchsten Pfahl erklettert. Ich sehe die kurzen Beinchen nicht mehr, Nicht mehr die platte Nase; Er schlug wie ein Pudel frisch-fromm-fröhlich-frei Die Purzelbäume im Grase. | Nur Altdeutsch verstand er, der Patriot, Nur Jakob-Grimmisch und Zeunisch; Fremdwörter blieben ihm immer fremd, Griechisch zumal und Lateinisch. Er hat, ein vaterländisch Gemüth, Nur Eichelkaffe getrunken, Franzosen fraß er und Limburger Käs, Nach letzterm hat er gestunken. |  |

In Bad Muskau erinnert an ihn der Maßmannplatz und eine Gedenktafel am Haus in der Berliner Straße 21. Hier in diesem Hause lebte er „seit 1873 und starb am 3. August 1874“. Die Maßmannstraße in Berlin-Steglitz ist nach ihm benannt, ebenso der Maßmannpark an der gleichnamigen Straße in der Münchener Maxvorstadt, in dem sich außerdem ein Gedenkstein für Maßmann befindet.

## Schriften (Auswahl)
- Erläuterungen zum Wessobrunner Gebet des 8. Jahrhunderts. Berlin 1824
- Der Heldentod der bayerischen Landesverteidiger bei Sendlingen[sic], 1 Stunde von München, in der Christnacht des Jahres 1705. München 1831; 2. Aufl.: Der Heldentod der bayerischen Landesvertheidiger oder die Schlacht bei Sendlingen in der Christnacht des Jahres 1705. Augsburg 1852
- Auslegung des Evangeliums Johannis. München 1834
- Gotische Urkunden zu Neapel und Arezzo. Wien 1834
- Deutsche Gedichte des 12. Jahrhunderts. 2 Bände, Quedlinburg 1837
- Geschichte des mittelalterlichen, vorzugsweise des deutschen Schachspiels. Quedlinburg 1839
- Die deutschen Abschwörungs-, Beicht-, Buß- und Betformeln vom 8. bis zum 12. Jahrhundert. Quedlinburg und Leipzig 1839
- Litteratur der Todtentänze. Leipzig 1840
- Libellus aurarius. Leipzig 1841 (römische Epigraphik)
- Fragmenta theodisca. Wien 1841
- Eraclius. Quedlinburg und Leipzig 1842
- Sanct Alexius Leben. Quedlinburg und Leipzig 1843
- Tristan von Gottfried von Straßburg. Stuttgart 1843
- Der Eggerstein in Westfalen. Weimar 1846
- Germania des Tacitus (Kommentar). Quedlinburg 1847
- Die Baseler Todtentänze: nebst geschichtlicher Untersuchung, so wie Vergleichung mit den übrigen deutschen Todtentänzen, ihrer Bilderfolge und ihren gemeinsamen Reimtexten. Scheible, Stuttgart 1847 (Digitalisierte Ausgabe)
  - Die Baseler Todtentänze in getreuen Abbildungen. Leipzig und Stuttgart 1847; Neudruck Hildesheim 1963 (Digitalisierte Ausgabe der Universitäts- und Landesbibliothek Düsseldorf). Bildatlas als Neuauflage des Bildbandes von Merian.
- Altes und Neues vom Turnen. 2 Hefte, Berlin 1849
- Kaiserchronik. 3 Bände, Quedlinburg 1849–53
- Schriften des Ulfilas. 2 Bände, Stuttgart 1855–56
- Das Zeitbuch des Eike von Repgow. BLVS, Stuttgart 1857
- Mosamannica et Lyrica (= Gotica Minora. 7). Aschaffenburg 2007.